# Distrito electoral de Opuwo
Opuwo es un distrito electoral de la Región de Kunene en Namibia. 
Su población es de 20.119 habitantes. El distrito incluye la capital de la Región de Kunene, la ciudad de Opuwo.

## Otros distritos electorales
- Epupa
- Outjo
- Sesfontein
- Kamanjab
- Khorixas